# Vélodrome couvert régional Jean-Stablinski
Vélodrome couvert régional Jean-Stablinski – kryty tor kolarski w Roubaix, we Francji. Został otwarty 15 września 2012 roku. Może pomieścić 1484 widzów. Długość toru kolarskiego wynosi 250 m.
Prace nad budową toru rozpoczęły się w grudniu 2010 roku (symbolicznej inauguracji budowy dokonano 19 lutego 2011 roku). Pierwsze zawody na obiekcie rozegrane zostały 1 września 2012 roku, a oficjalnego otwarcia areny dokonano 15 września 2012 roku. Obiekt powstał tuż obok odkrytego toru kolarskiego Vélodrome André-Pétrieux, znanego z finiszów wyścigu kolarskiego Paryż-Roubaix. Nową arenę nazwano imieniem kolarza, Jeana Stablinskiego. Obiekt posiada 250-metrowy tor kolarski z nawierzchnią wykonaną z drewna modrzewia syberyjskiego. Stałe trybuny usytuowane ponad torem mają pojemność 1484 widzów. Koszt budowy toru wyniósł 25 mln €.
W dniach 20–24 października 2021 roku na torze odbyły się mistrzostwa świata w kolarstwie torowym. Pierwotnie zawody miały zostać rozegrane na torze kolarskim w Aszchabadzie, ale kilka miesięcy przed mistrzostwami UCI zdecydowało o odebraniu imprezy Aszchabadowi z powodu zastosowania w Turkmenistanie zbyt ostrych restrykcji w związku z pandemią COVID-19.